# Mihajlo D. Mesarovic
Mihajlo D. Mesarović (* 2. Juli 1928 in Zrenjanin, Jugoslawien) ist ein serbischer Wissenschaftler. Er war Mitglied des Club of Rome.

## Leben
Mesarović studierte an der Universität Belgrad Elektrotechnik und schloss dieses Studium mit dem Diplomgrad 1951 ab. 1955 promovierte er an der serbischen Akademie der Wissenschaften.
Mesarović war von 1951 bis 1958 am Nikola-Tesla-Institut in Belgrad tätig, im späteren Verlauf auch in leitender Stellung. Er arbeitet auch als Dozent an der dortigen Universität.
1958 folgte er einem Ruf an das MIT in den USA, wo er für ein Jahr arbeitete.
Seit 1961 wirkte er an der Case Western Reserve University in Cleveland, Ohio, wo er seit 1965 einen Lehrstuhl für Ingenieurwissenschaften innehatte und seit 1965 das Systems Research Center leitete.

## Werk

### Systemtheorie
Mesarović forschte im Bereich der komplexen Systeme, sein Ansatz war ganzheitlich anstelle des damals vorherrschenden Reduktionismus. Weiterhin wurde durch seine Arbeit das Feld der Systembiologie eröffnet.

### Zweiter Bericht an den Club of Rome
1974 veröffentlichte er zusammen mit Eduard Pestel den zweiten Bericht an den Club of Rome. Der Autor des ersten Berichts an den Club of Rome (Die Grenzen des Wachstums), Dennis Meadows, wies darauf hin, dass weitere, detailliertere Modelle nötig seien, was nun Mesarovic und Pestel in ihrer Version zu liefern versuchten. Ihr Modell ist nun regionaler aufgeteilt. Die Simulation verschiedener Szenarien zeigte deutlich, dass „kooperatives Verhalten der verschiedenen Regionen zu optimalen Lösungen führt.“ Außerdem sei der Hunger in den ärmeren Ländern eines der Hauptprobleme der Welt.